# Presidente del Tribunal Constitucional (España)
El presidente del Tribunal Constitucional de España es la cabeza del Tribunal Constitucional, órgano constitucional que ejerce la función de supremo intérprete de la Constitución. Su figura se encuentra regulada en el «Título IX» de la carta magna —artículo 160—, así como en la Ley Orgánica 2/1979, de 3 de octubre, del Tribunal Constitucional (LOTC), modificado por la Ley Orgánica 6/2007 de 24 de mayo. Se trata de la quinta autoridad del país tras el rey, el presidente del Gobierno, y los presidentes de las cámaras legislativas.
El presidente, como máxima autoridad del Tribunal, ejerce su representación y preside el Pleno, así como también preside la Sala Primera. Es nombrado por el rey de España a propuesta del resto de magistrados del Alto Tribunal, que lo eligen por mayoría y para un mandato de tres años con posibilidad de una sola reelección. En casos de vacante, ausencia u otro motivo legal, le sustituye el vicepresidente, quien también preside la Sala Segunda.
La Presidencia del Tribunal Constitucional, creada por la Constitución de 1978 y siendo efectiva desde 1980, tiene como antecesora directa la Presidencia del Tribunal de Garantías Constitucionales, órgano similar al Tribunal Constitucional y que tuvo como presidentes a Álvaro de Albornoz entre 1933 y 1934, a Fernando Gasset entre 1934 y 1936 y a Pedro Vargas Guerendiain como presidente interino desde 1936 hasta el final de la Guerra civil española.
El actual presidente del Tribunal Constitucional es, desde el 12 de enero de 2023, el magistrado Cándido Conde-Pumpido.

## Funciones
El presidente del Tribunal Constitucional, de acuerdo con la Ley del Tribunal Constitucional de 1979:
- Ejerce la representación del Tribunal.
- Convoca y preside el Tribunal en Pleno y convoca las Salas.
- Adopta las medidas precisas para el funcionamiento del Tribunal, de las Salas y de las Secciones.
- Comunica a las Cortes, al Gobierno o al Consejo General del Poder Judicial, en cada caso, las vacantes.
- Nombra a los letrados, convoca los concursos para cubrir las plazas de funcionarios y los puestos de personal laboral.
- Ejerce las potestades administrativas sobre el personal del Tribunal.

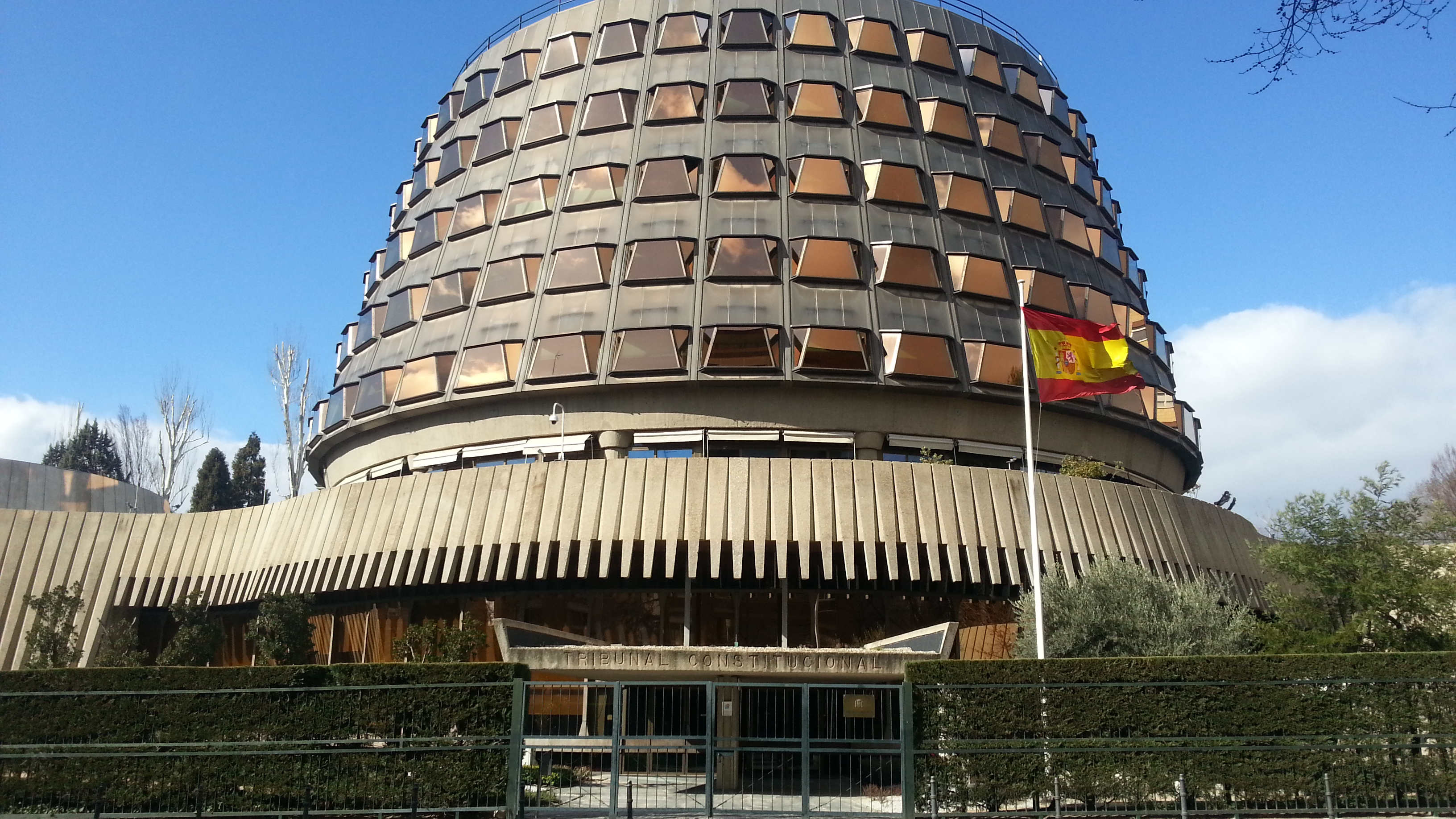
Sede del Tribunal Constitucional

## Elección
El Tribunal en Pleno elige de entre sus miembros, en votación secreta, a su presidente por un periodo de tres años y propone su nombramiento al rey.
Para su elección se requiere alcanzar en primera votación la mayoría absoluta; de no alcanzarse esta mayoría, resultará elegido en segunda votación quien obtuviese el mayor número de votos; en caso de empate se efectuará una última votación y si éste se repitiese será propuesto para el cargo de presidente el candidato de mayor antigüedad y en el caso de igual antigüedad el de mayor edad.
Si el mandato de tres años para el que fue designado no coincidiera con la renovación del Tribunal Constitucional, tal mandato quedará prorrogado para que finalice en el momento en que dicha renovación se produzca y tomen posesión los nuevos Magistrados.

### Juramento o promesa
El presidente y los demás magistrados del Tribunal Constitucional prestarán, al asumir su cargo ante el rey, el siguiente juramento o promesa:

«Juro (o prometo) guardar y hacer guardar fielmente y en todo tiempo la Constitución española, con lealtad a la Corona y cumplir mis deberes como Magistrado Constitucional.»

## Listado de presidentes
Desde el efectivo establecimiento del Tribunal Constitucional en 1980, once personas han servido como presidentes del Tribunal. El primer presidente fue Manuel García Pelayo que desempeñó el cargo entre 1980 y 1986. La presidencia más larga fue la de María Emilia Casas, estando en el cargo durante 6 años y 210 días entre 2004 y 2011, mientras que la más corta fue la de Pedro González-Trevijano, que ejerció durante 1 año y 47 días entre 2021 y 2022. Casas también fue la primera mujer en desempeñar el cargo.
| Presidente | Presidente                | Presidente                                     | Mandato                                          | Duración del mandato | Propuesto por                      | Monarca                   |
| ---------- | ------------------------- | ---------------------------------------------- | ------------------------------------------------ | -------------------- | ---------------------------------- | ------------------------- |
| 1          |                           | Manuel García-Pelayo (1909-1991)               | 12 de julio de 1980 – 21 de febrero de 1986      | 5 años y 224 días    | Senado                             | Juan Carlos I (1975-2014) |
| 2          |                           | Francisco Tomás y Valiente (1932-1996)         | 6 de marzo de 1986 – 8 de julio de 1992          | 6 años y 124 días    | Congreso de los Diputados          | Juan Carlos I (1975-2014) |
| 3          |                           | Miguel Rodríguez-Piñero y Bravo-Ferrer (1935-) | 17 de julio de 1992 – 8 de abril de 1995         | 2 años y 265 días    | Gobierno                           | Juan Carlos I (1975-2014) |
| 4          |                           | Álvaro Rodríguez Bereijo (1938-)               | 24 de abril de 1995 – 17 de diciembre de 1998    | 3 años y 237 días    | Senado                             | Juan Carlos I (1975-2014) |
| 5          |                           | Pedro Cruz Villalón (1946-)                    | 22 de diciembre de 1998 – 8 de noviembre de 2001 | 2 años y 321 días    | Congreso de los Diputados          | Juan Carlos I (1975-2014) |
| 6          |                           | Manuel Jiménez de Parga (1929-2014)            | 14 de noviembre de 2001 – 9 de junio de 2004     | 2 años y 208 días    | Gobierno                           | Juan Carlos I (1975-2014) |
| 7          |                           | María Emilia Casas (1950-)                     | 16 de junio de 2004 – 12 de enero de 2011        | 6 años y 210 días    | Senado                             | Juan Carlos I (1975-2014) |
| 8          |                           | Pascual Sala (1935-)                           | 24 de enero de 2011 – 13 de junio de 2013        | 2 años y 140 días    | Consejo General del Poder Judicial | Juan Carlos I (1975-2014) |
| 9          |                           | Francisco Pérez de los Cobos (1962-)           | 20 de junio de 2013 – 15 de marzo de 2017        | 3 años y 268 días    | Senado                             | Juan Carlos I (1975-2014) |
| 9          | Felipe VI (2014-presente) | Francisco Pérez de los Cobos (1962-)           | 20 de junio de 2013 – 15 de marzo de 2017        | 3 años y 268 días    | Senado                             |                           |
| 10         |                           | Juan José González Rivas (1951-)               | 23 de marzo de 2017 – 18 de noviembre de 2021    | 4 años y 240 días    | Congreso de los Diputados          |                           |
| 11         |                           | Pedro González-Trevijano (1958-)               | 23 de noviembre de 2021 – 9 de enero de 2023     | 1 año y 47 días      | Gobierno                           |                           |
| 12         |                           | Cándido Conde-Pumpido (1949-)                  | 12 de enero de 2023 – presente                   | 2 años y 65 días     | Senado                             |                           |

## Listado de vicepresidentes
- Jerónimo Arozamena Sierra (1980-1986)
- Gloria Begué Cantón (1986-1989)
- Francisco Rubio Llorente (1989-1992)
- Luis López Guerra (1992-1995)
- José Gabaldón López (1995-1998)
- Carles Viver Pi-Sunyer (1998-2001)
- Tomás Vives Antón (2001-2004)
- Guillermo Jiménez Sánchez (2004-2010), mayor tiempo en el cargo de Vicepresidente.
- Eugeni Gay Montalvo (2011-2012)
- Ramón Rodríguez Arribas (2012-2013)
- Adela Asúa Batarrita (2013-2017)
- Encarnación Roca Trías (2017-2021)
- Juan Antonio Xiol Ríos (2021-2023)
- Inmaculada Montalbán Huertas (2023-presente)